# Spermacoce chartensis
Spermacoce chartensis es una especie de planta de la familia Rubiaceae, es endémica de Colombia.

## Descripción
Es una planta sufrútice (leñosa en la base y herbácea en la parte superior) de 15-60 cm de longitud, decumbente, glabrescente (que casi no posee pelos). Hojas 1-4 cm de longitud x 0,3-1,5 cm de ancho, ovadas u oblongo-lanceoladas, indumento hírtulo en ambas caras; vaina estipular 3,5-4 mm longitud, con 6-8 lacinias, 2-8 mm longitud. Glomérulos apicales y subapicales, 0,5-1,3 cm de ancho, involucro de 2-4 brácteas desiguales, 1-4 cm longitud. Hipanto 2,5-3,5 mm longitud, hírtulo en el tercio superior. Cáliz 4-partido, segmentos 2-2,5 mm longitud, linear-lanceolados, de bordes hírtulos. Corola blanco-lilácea, 6-7,5 mm longitud, infundibuliforme (con forma de embudo), lóbulos ovado-oblongos, menores que el tubo, superficie externa con escasos pelos sobre el dorso apical de los lóbulos, superficie interna con abundantes pelos moniliformes (con forma de collar) sobre los lóbulos y en anillo en el tubo. Estambres exertos, filamentos 2-2,5 mm, anteras 1-1,5 mm longitud. Estilo 6-7 mm longitud, estigma capitado. Fruto 2,5-3,5 mm longitud, de ápice pubérulo. Semillas 2 mm longitud, transversalmente surcadas, estrofíolo sobre el surco ventral. Granos de polen 8-9-colporados, brevicolporados, oblato-esferoidales, tectado-perforados.

## Distribución
Es endémica de Colombia y se puede encontrar en los departamentos de Boyacá, Cundinamarca y Santander. Crece entre los 2000 y 3000 m s. n. m.